# Scharnitzpass
Lo Scharnitzpass (955 m s.l.m.) è un valico alpino situato nelle Alpi Bavaresi lungo la linea di confine tra la Germania e l'Austria.